# ¿De qué otra cosa podríamos hablar?
¿De qué otra cosa podríamos hablar? fue una exposición de la artista mexicana Teresa Margolles presentada en el Pabellón de México de la 53ª Bienal de Venecia de 2009.

Teresa Margolles realizó una serie de instalaciones, que tituló ¿De qué otra cosa podríamos hablar?, como parte del Pabellón oficial de México en esa edición de la Bienal, inaugurada en el verano de 2009, en el palacio Rota Ivancich. El tema de la obra gira en torno al tema de la violencia vinculada con el narcotráfico, la "Guerra contra las drogas" y el crimen organizado. Para la realización de las piezas que componen la muestra y la instalación, Margolles se concentra en las causas y efectos de la violencia en las vidas de las personas que se han visto afectadas por ella.  La obra conserva el estilo de la artista, que emplea materiales comunes junto con elementos recuperados de escenas de crímenes violentos y residuos corporales de las víctimas, como la sangre. La muestra incluyó performance, instalación, acciones in situ, arte sonoro y la participación de personas voluntarias. La obra fue curada por el curador mexicano Cuauhtémoc Medina.
Los papeles y las cobijas manchados con sangre y los vapores de la morgue exhibidos por Teresa Margolles en las ferias de Miami y Madrid o en el señorial y decadente palacio Rota Ivancich, próximo a la Plaza San Marco, durante la Bienal de Venecia de 2009, llevan lo íntimo u ocultado a las ceremonias de consagración del arte. Luego de experimentar varios años con materiales e imágenes tomados de la morgue para producir videos y objetos escultóricos que aludían a la "modernidad gótica" mexicana, hecha de asesinatos políticos y catástrofes, Margolles los exporta, los cuelga en las paredes del palacio y lava cada día el piso con una mezcla de agua y sangre de personas ejecutadas en México.

## Contexto histórico
La participación de México en la Bienal de Venecia de 2009, fue la segunda que se dio en la reincorporación del país al encuentro artístico. La participación de la edición de 2007 se dio a cargo del artista mexicano-canadiense Rafael Lozano-Hemmer, reconocido por su obra de tech-art. Las instituciones dedicadas al arte en el país (INBA, CONACULTA, PAC, UNAM) así como personajes reconocidos en el tema (principalmente curadoras, curadores, representantes de patronatos), acordaron que la representación del México en el Pabellón oficial sería elegida mediante convocatoria, evitando la tendencia a designar de manera directa al artista, buscando en cambio llegar a una decisión consensuada basada en la pertinencia de un proyecto. Así fue como la artista Teresa Margolles y su propuesta ¿De qué otra cosa podríamos hablar? fue elegida.
Sin embargo, la elección de la obra no fue tan bien recibida por las autoridades del país que en ese momento se encontraban bajo el mando del ejecutivo de Felipe Calderón Hinojosa, que intentaban dar una imagen de que la "Guerra contra el narco" funcionaba, por lo que el apoyo institucional fue retirado, pues la obra contrastaba con la idea de seguridad que el Gobierno de la República intentaba difundir a nivel internacional. Debido a ello, la artista, el curador y un equipo pequeño tuvieron que ingeniar la manera de continuar con la propuesta y lograr exhibir la obra en Venecia.

## Obra
La obra ¿De qué otra cosa podríamos hablar? consta de varias piezas que, en su conjunto, fueron exhibidas y/o llevadas a cabo tanto en locaciones en México, de donde proviene el material de las mismas, así como en Venecia, donde se completaron varias de las acciones performáticas de las mismas. El título de la muestra alude a la urgencia con que la artista distingue que es necesario tratar las consecuencias de la política securitaria del país y la alza de violencia que se dio a partir del 2008. 
Este trabajo continúa con la línea de investigación del cuerpo muerto, pero fuera de la morgue. Ahora me baso en la información que produce la prensa, en el análisis que realizan los periodistas, la nota roja. ¿Cómo se convirtió en el eje central de las noticias y en una forma de entender lo que está pasando en el país? Es el eje neurálgico que censamos, la tragedia diaria nacional: encobijados, 4 fosas comunes, decapitados. Periódicos como el Noroeste o Debate, en Culiacán; El Norte y El Mexicano en Ciudad Juárez; el Universal, La Jornada o el Reforma en la ciudad de México, son los trovadores de los sucesos que nos cantan las pérdidas de los caídos en esta guerra. Juglares que nos dicen que estamos perdiendo una generación que nos va a reclamar por qué nos hemos quedado callados. 

### Mesa
Es una estructura de cemento con la forma minimalista de una mesa, cuyos materiales fueron fraguados con agua obtenida de escenas de crimen y ejecuciones.

### Bandera
Manta impregnada de sangre de ejecuciones en la frontera norte de México, que se usó a manera de una bandera y que acompañó la entrada del Pabellón de México, junto con la bandera de la ciudad de Venecia y de la Unión Europea.

### Limpieza
Acción performática que se llevaba a cabo dos veces al día. consistió en limpiar los cristales de las ventanas del Palacio y trapear los pisos de las salas con agua mezclada con sangre obtenida de la morgue o de sitios en donde se registraron crímenes violentos.

### Ajuste de cuentas
Conjunto de joyas elaboradas con cristales y residuos recuperados de escenas en donde se dieron ajustes de cuentas entre grupos de narcotraficantes; las piezas fueron montadas en oro.

### Narcomantas
Mantas de tela impregnadas de sangre recuperada de asesinatos violentos, bordadas con hilos de oro con mensajes alusivos a los que usan los grupos de narcotráfico para extender amenazas a otros grupos, a las autoridades ya la población en general. 

### Sonidos de muerte
Grabaciones de audio que se obtuvieron de lugares en donde se dieron enfrentamientos violentos y que se reproducían en las salas y pasillos del Palacio.

### Embajada
Intervención previa a la inauguración del Pabellón de Estados Unidos en la Bienal. Se cubrieron las puertas y las ventanas del aposento con mantas ensangrentadas en alusión al efecto de la política exterior de Estados Unidos en la violencia que se vive en México.

### Tarjetas para picar cocaína
Tarjetas del tamaño de una identificación o tarjetas bancarias. En el anverso llevaban impresa la invitación y datos del Pabellón de México, en el reverso mostraban la imagen gráfica de una víctima de la violencia.

## Controversias
La exposición tuvo diferentes complicaciones para llevarse a cabo. Desde el retiro del apoyo del Gobierno de México a la misma, hasta la variada recepción de opiniones que tuvo en la prensa especializada y así como la opinión pública en México  y otros países.